# Leh (legendarni vladar)
Leh je legendarni prednik Poljakov, ustanovitelj Poljske ter brat Čeha in Rusa. Izročilo mu pripisuje nastanek imena prve prestolnice Poljske in narodnega simbola, Belega orla. Legenda o njem se je med drugim pojavila v Velikopoljski kroniki. Iz njegovega imena izvira ime hriba Lech v Gnieznu.

## Legenda
Leh se v virih prvič pojavi v legendi o Lehu, Čehu in Rusu, ki je bila zapisana v Velikopoljski kroniki, napisani v latinščini v drugi polovici 13. stoletja. Po navedbah anonimnega kronista so bratje prišla iz Panonije in po prihodu na sever ustanovili države, poimenovane po sebi. Češke legende pravijo, da se je Čeh naselili na gori Říp, Leh pa je nadaljeval pot in ustanovil Gniezno, zato je mogoče upoštevati hipotezo, da so se iz Moravske odpravili v 7. stoletju, med slovanskim uporom proti oblasti Avarov (za primerjavo; češko zgodovinopisje tradicionalno navaja datum smrti Čeha kot 661).
Medtem ko se je s svojimi potomci potepal po prostranih gozdovih, kjer danes obstaja Poljsko kraljestvo, je končno prispel na čudovit kraj, kjer so bila zelo rodovitna polja in veliko rib ter divjih živali, in tam je postavil šotore. In želel je tam zgraditi prvo bivališče, da bi sebi in svoji družini zagotovil zavetje, zato je rekel: "zgradimo gnezdo!" Zato se ta kraj še danes imenuje Gniezno, kar pomeni "graditi gnezdo"..
Po kasnejši legendi je Leh med postankom na ozemlju današnjega Velikopoljskega vojvodstva zvečer na drevesu zagledal veliko gnezdo. V njem je bil bel orel z dvema mladičema. Medtem ko ga je Leh opazoval, je orel razprl krila na čez nebo, ki je bilo od zahajajočega sonca rdeče barve. Leh je bil navdušen in se je odločil, da se tam naselijo. V spomin na to je v svoj grb postavil belega orla na rdečem ozadju in kraj poimenoval Gniezno, kar pomeni gnezdo. Ta legenda obstaja v več različicah, ki se razlikujejo po podrobnostih in natančnosti opisa. Dandanes se zgodba o Lehu, Čehu in Rusu obravnava predvsem kot legenda za otroke in kot neobvezno branje za učence osnovnih šol.

Zmotno je prepričanje, da najstarejša omemba Leha izvira iz češke Dalimilove kronike iz začetka 14. stoletja, kjer naj bi bil upodobljen v družbi Čeha, legendarnega prednika češkega naroda. Pravzaprav se ustrezni odlomek glasi takole:
V srbském jazyku jest země
jiežto Charvaty jest jmě.
V tej zemi bieše Lech,
jemužto jmě bieše Čech.
Ten mužobojstva se dočini,
pro něž svú zemiu provini.
Ten Čech jmějieše bratróv šesť,
pro něž jmějieše moc i česť,
a ot nich mnoho čeledi,
juž jedné noci Čech osledi.
Za Dalimila je bil Čeh leh (družbeni položaj; v češčini je v 14. stoletju izraz lech pomenil mož, moški). Leh se v čeških virih pojavlja šele okoli leta 1374, v Češki kroniki pa vse do leta 1330, in sicer pri Přibiku iz Radenina, znanem kot Pulkawa.
Obstaja hipoteza, ki legendarnega Leha povezuje s češkim knezom Lehom, ki je leta 805 umrl v bitki s četami Karla Velikega.

## Izvor imena
Ime prednika Poljakov verjetno izvira iz imena Lehitov, ki se je med drugim pojavilo v Bavarskem geografu v obliki Lendizi. Kasneje so izraz lehiti uporabili za vse prebivalce poljske države. V tem pomenu se še danes uporablja v mnogih vzhodnih jezikih, skupaj s samostalnikom, ki opisuje samo državo – Lehija. To ime je bilo med drugim uporabljeno v ruski Povesti minulih let: Slovani, da pridejo in se usedejo na Vislo ter se imenujejo Lehiti. In iz teh Lehov izšli so Poljani. To ime je uporabljal tudi Wincenty Kadłubek v latiniziranih oblikah Lechitae (Lehiti) in lechiticus (lehitski). Lehija se  pojavi tudi v njegovi poljski kroniki, kjer opisuje Poljsko. Vendar pa kronika ne omenja samega Leha. Legenda se že v starejši kroniki Galla Anonymusa ne pojavlja več.

## V pesništvu
Zgodba o Lehu je že v srednjem veku navdihnila pisatelje, da so zgodnjo poljsko zgodovino predstavljali na poetičen način, kot je to počela rimska literatura. Poskušali so napisati epsko pesnitev Lehiada, ki bi temeljila na Eneidi in opisovala pravljično zgodbo o rojstvu Rima. Maciej Kazimierz Sarbiewski je v prvi polovici 17. stoletja pisal Lechiado, ki je obsegala 12 zvezkov. Pesnik epa ni nikoli dokončal, ohranil pa se je le odlomek enajste knjige.